# Inna Yanovska
Inna Yanovska (22 de junho de 1976) é uma jogadora de xadrez da Ucrânia com participação nas Olimpíadas de xadrez. Yanovska participou das edições de 1996 a 2014 (exceto 2000) tendo conquistado um total de seis medalhas sendo 4 por equipes e 2 individuais. Em Turim (2006) conquistou a medalha de ouro jogando no terceiro tabuleiro e a de prata por participação individal. Em Dresda (2008) ajudou a equipe a a conquistar a de prata. Em Khanty-Mansiysk (2010) ganhou a medalha de ouro em participação individual e em Istambul (2012) e Tromso (2014) foi bronze por equipes.